# Кикоть, Андрей Иванович
Андрей Иванович Ки́коть (укр. Андрій Іванович Кікоть; 27 ноября 1929, с. Каменка Диканьского района Полтавской области Украины) — 13 октября 1975, Киев) — украинский советский оперный певец (бас-кантанто). Народный артист Украинской ССР (1967).

## Биография
В 1953—1959 годах обучался вокалу в Киевской консерватории им. П. И. Чайковского (класс И. Паторжинского). После окончания консерватории с 1959 по 1975 год — солист Киевского театра оперы и балета.
Выступал в концертах, с особым успехом исполнял украинские и русские народные песни. В 1963 году на студии «Мелодия» вышла грампластинка с записями певца.
Похоронен в Киеве на Байковом кладбище.

## Избранные театральные работы
- Тарас Бульба («Тарас Бульба» Н. Лысенко)
- Иван Карась, запорожский казак («Запорожец за Дунаем» С. Гулака-Артемовского)
- Рене («Иоланта» П. И. Чайковского)
- Кочубей («Мазепа» П. И. Чайковского)
- Князь Гремин («Евгений Онегин» П. И. Чайковского)
- Борис Годунов («Борис Годунов» («Борис Годунов» М. Мусоргского)
- Кривонос («Богдан Хмельницкий» К. Данькевича)
- «Арсенал» Г. Майбороды
- Князь Иван Хованский («Хованщина» М. Мусоргского)
- Марсель («Гугеноты» Д. Мейербера) и др.

## Награды и премии
- Народный артист Украинской ССР (1967)
- Лауреат VI Всемирного фестиваля молодёжи и студентов в Москве (1957, золотая медаль)
- Лауреат Межнародного конкурса вокалистов в Тулузе (1958, III премия).